# Distretto di Lusong
Il distretto di Lusong (芦淞区S, Lúsōng QūP) è un distretto della Cina, situato nella provincia di Hunan e amministrato dalla prefettura di Zhuzhou.